# Антіох IV Епіфан
Антіо́х IV Епіфан (215 до н. е. — 164 до н. е.) — правитель держави Селевкідів з 175 до н. е. Молодший син Антіоха III.
На думку дослідника Б. Скольника, Антіох IV зміг стати новим басилевсом завдяки підтримці вихідців з Мілету, які мали великий вплив при селевкідському дворі з часів правління його старшого брата. Придушував повстання в Персиді та вступив у протистояня з Парфією за контроль над Ормузькою протокою. В рамках цього Нуменій, сатрап Месени, здобув перемоги: морську (неподалік узбережжя Карманії) і сухопутну.
Зайняв Єрусалим у 170 до н. е., захопивши велику частину священних скарбів Храму, і встановив правління грецького типу, намагаючись викорінити юдаїзм. Це викликало повстання юдеїв, очолюване Макавеями.
Антіох помер у 164 до н. е., так і не змігши його придушити.

## Образ Антіоха IV у культурі
Вчений Джордж Нікельсбург під час дослідження Книги Даниїла, висловив думку, що персонажі книги, Навуходоносор та Валтасар є масками для Антіоха IV та його сина.